# Arena Manawatu
Arena Manawatu est un complexe multi-sports situé à l'ouest du centre-ville de Palmerston North, dans la région de Manawatu-Wanganui, sur l'île du Nord de la Nouvelle-Zélande.
Le stade principal s'appelle le FMG stadium, sa capacité est de 18 000 places et il accueille notamment les matchs de rugby à XV de l'équipe de Manawatu.

## Évènements
- Coupe du monde de rugby à XV 1987
- Coupe du monde de rugby à XV 2011